# Дзвінкий язичковий одноударний
Язичковий одноударний — приголосний звук, що існує в деяких мовах. У Міжнародному фонетичному алфавіті записується як ⟨ɢ̆⟩.